# Рівердейльський монумент
Рівердейльський монумент (англ. The Riverdale Memorial Bell Tower, Riverdale Monument) — пам'ятник (меморіальна дзвіниця) в парку Рівердейла, району на північному заході боро Бронкс, Нью-Йорк.

## Опис
Пам'ятник є головною визначною пам'яткою місцевого парку, названого на його честь (англ. Bell Tower Park). Він виконаний у вигляді окремо стоячої дзвіниці в неороманском стилі, 50 футів (15 метрів) висотою, і був відкритий 17 вересня 1930 року в пам'ять про полеглих на фронтах Першої світової війни жителів Рівердейла і навколишніх поселень. Архітектором пам'ятника був Дуайт Джеймс Баум, автор ряду відомих будівель на території США. Матеріалом для монумента послужили польовий шпат і вапняк, привезений з Індіани.
Після закінчення будівництва, на меморіальну дзвіницю було піднято дзвін, відлитий в 1762 році в Іспанії, що розміщувався в одному з мексиканських монастирів, і захоплений в ході Американо-мексиканської війни (1846—1848) як військовий трофей американським генералом Вінфрідом Скоттом.
Таким чином, дзвіниця є чинною, однак має світський характер і ні до якої церкві не прикріплена.

## Історія пам'ятника
У 1936 році дзвіниця була посунута на кілька сотень метрів, щоб звільнити місце для нового шосе. Вона була внесена до Національного реєстру історичних місць США (аналог російського списку пам'яток архітектури) постановою від 3 січня 2012 року.